# Hohberggletscher
Der Hohberggletscher (auch Hohbärggletscher) ist ein Gletscher auf der Westseite der Mischabelgruppe in den Walliser Alpen, im Kanton Wallis, Schweiz. Er hat eine Länge von etwa 4 km und bedeckt eine Fläche von ungefähr 3,4 km².
Seinen Ausgangspunkt nimmt der Hohberggletscher auf dem Gipfel des Doms (4545 m ü. M.); er bedeckt die gesamte Nordwestflanke des Doms, die stellenweise ein Gefälle von etwa 60 % aufweist. In der nördlich angrenzenden Mulde, die vom Dom, von der Lenzspitze (4294 m ü. M.), dem Nadelhorn und dem Hohberghorn (4219 m ü. M.) eingefasst ist, wendet sich der Gletscher nach Westnordwesten. Jetzt fließt er mit wesentlich geringerer Neigung Richtung Westen, eingegrenzt von zwei Berggraten, dem Dirrugrat im Norden sowie der Hohgwächte im Süden. Die Gletscherzunge befindet sich derzeit auf einer Höhe von etwa 2800 m ü. M. direkt oberhalb eines felsigen Steilhangs. Hier entspringt der Birchbach, der unterhalb von Randa in die Matter Vispa mündet.